# ТИМ-011
ТИМ-011 — югославский персональный микрокомпьютер, разработанный в институте Михаила Пупина в Белграде в 1987 году. Серия микрокомпьютеров ТИМ создана после выпуска серии ЦЕР и системы ХРС-100. Авторы проекта — доктор Драголюб Миличевич и доктор Душан Старчевич.

## Применение
Было произведено 1200 экземпляров ТИМ-011 для классов информатики средних школ Сербии и Черногории. Группой проектирования ТИМ-011 руководил доктор Драшко Миличевич. Изначально планировалось использовать графический профессор Hitachi и жёсткий диск Rodime SCSI, но с целью снижения цены от этого решения отказались, выбрав ТТЛ-графику и одношаговый алгоритм начертания линий. Благодаря низкой цене ТИМ-011 мог конкурировать со всеми IBM-XT совместимыми компьютерами.
Позже в институте Михаила Пупина был создан новый школьный компьютер ТИМ-020 на основе процессора Intel 8088 и с операционной системой MS-DOS, удостоенный премии «Золотая табличка» и ставший стандартным в классах информатики сербских школ.

## Технические характеристики
- Микропроцессор: HD 64180[7][8], обновление более старой версии Zilog Z80. Возможность адресации 512 КБ или 1 МБ памяти в виде разделения на страницы по 4 КБ. Ускорение процессора основано на двухканальных DMA-контроллерах[9].
- Компьютерная память: 256 КБ (в базовой версии)[7][8]
- Вторичная память: дискеты 3,5 дюймов[7][8], 80 дорожек, вместимость дискеты до 780 КБ[9].
- Операционная система: CP/M и ZCPR3[7][8]. Последняя является вариантом CP/M версии 2.2, с открытым кодом[9].
- Монитор: зелёный монохроматический[7][8], возможность вводить до 80 символов в каждой из 24 строк экрана, разрешение 512 x 216[9].
- Программное обеспечение: Microsoft CP/M BASIC 5.21[9].
- Скорость работы: сопоставима с Acorn BBC B[9].